# Ava Max
Amanda Ava Koci, mer känd som Ava Max, ursprungligen Amanda Koçi, född 16 februari 1994 i Milwaukee i Wisconsin i USA, är en amerikansk popsångare och låtskrivare.
Koci är av albanskt ursprung. Hennes singel "Sweet but Psycho" nådde plats 1 på Sverigetopplistan hösten 2018.
Ava Max medverkade 2017 i låten "Clap Your Hands" med Le Youth. Hon medverkade även i låten "Into Your Arms" med Witt Lowry. Debutalbumet Heaven & Hell släpptes i september 2020.

## Diskografi
| År   | Dag               | Namn          |
| ---- | ----------------- | ------------- |
| 2020 | 18 september 2020 | Heaven & Hell |

| År   | Dag          | Namn                  |
| ---- | ------------ | --------------------- |
| 2018 | 20 april     | My Way                |
| 2018 | 17 augusti   | Sweet but Psycho      |
| 2018 | 18 oktober   | Salt                  |
| 2019 | 7 mars       | So Am I               |
| 2019 | 19 augusti   | Torn                  |
| 2019 | 6 november   | Tabú                  |
| 2019 | 27 december  | Alone, Pt. II         |
| 2020 | 12 mars      | Kings & Queens        |
| 2020 | 30 juli      | Who's Laughing Now    |
| 2020 | 3 september  | OMG What’s Happening  |
| 2020 | 18 september | Naked                 |
| 2020 | 15 oktober   | Christmas Without You |
| 2020 | 19 november  | My Head & My Heart    |
| 2021 | 8 juni       | EveryTime I Cry       |